# Sallertaine

Sallertaine este o comună în departamentul Vendée, Franța. În 2009 avea o populație de 2,769 de locuitori.